# Screamer pipe
Pour les articles homonymes, voir Screamer.
Un screamer pipe, terme anglophone traduisible par « tuyau hurleur », désigne un type de configuration d'échappement particulier, utilisé sur certains moteurs suralimentés équipés de wastegates externes.

## Principe de fonctionnement
Afin de réguler la pression d'admission sur les moteurs suralimentés, une wastegate est installée sur le collecteur d'échappement, permettant de dévier les gaz d'échappement de la turbine du turbocompresseur en les évacuant directement dans le tuyau de l'échappement.
Cela peut toutefois, dans certains cas, créer des écoulements turbulents et de fortes contre-pressions autour de la turbine, entraînant son usure prématurée voire sa destruction. Pour pallier ce problème, une solution simple et efficace consiste à évacuer ces gaz chauds dans un tuyau d'échappement séparé, à-partir duquel ils seront directement rejetés dans l'atmosphère, ce qui résulte en une amélioration des performances générales du moteur ainsi équipé.
Le terme de « screamer pipe » se réfère au bruit de fort crissement très caractéristique produit par ce système, d'ailleurs assez populaire auprès des préparateurs et tuners de tous horizons...

## Restrictions d'utilisation
Par définition, cette configuration particulière permet aux gaz d'échappement d'être rejetés directement dans l'atmosphère, sans être passés par un convertisseur catalytique ou un silencieux, ce qui le rend illégal pour une utilisation sur route ouverte dans la plupart des pays, à cause du bruit émis et d'une non-conformité vis-à-vis des réglementations sur la diminution des émissions polluantes.
Tandis que, dans de nombreux pays, les lois sur les émissions polluantes ne s'appliquent plus une fois à l'écart des voies publiques, certains circuits situés près de zones habitées appliquent des règles strictes sur les niveaux sonores, interdisant de nouveau l'usage des screamer pipe's.